# Allenwood (Ierland)
Allenwood is een plaats in het Ierse graafschap Kildare.